# Личико ангела (телесериал, 2000)
«Личико ангела» (исп. Carita de angel) — мексиканский 175-серийный комедийный мюзикл с элементами драмы 2000 года производства Televisa.

## Сюжет
Дульсе Мария — красивая милая девочка 5 лет. Она полна радости и добрых чувств несмотря на потрясение из-за потери родной матери. Её отец Лусиано Лариос очень сильно переживал смерть своей супруги, впал в тяжелую депрессию и решил бросить всё, оставив также свою дочь Дульсе Марию одну. Дульсе Мария переезжает за границу, попав под опеку своего старшего брата Габриэля, священника. Все ученицы обожают и любят Дульсе Марию, однако спустя два года её отец Лусиано объявился в Мехико. Он объяснил своей дочери, что нашёл подругу, которая может заменить ей мать и её зовут Николь, но умная дочь не принимает её. Она считает её легкомысленной и что отец будет растрачивать на неё деньги.

## Создатели телесериала

### В ролях
- Даниэла Аэдо — Dulce María Larios Valle
- Lisette Morelos — Cecilia Santos de Larios / Hermana Cecilia
- Miguel de León — Luciano Larios Rocha
- Либертад Ламарке† — Madre Superiora Piedad de la Luz
- Сильвия Пиналь — Reverenda Lucía
- Nora Salinas — Estefanía Larios de Gamboa «tía Pelucas»
- Марисоль Сантакрус — Angélica Valle de Larios
- Мануэль Саваль† — Padre Gabriel Larios Rocha
- Adriana Acosta — Hermana Fortunata
- Хуан Пабло Гамбоа — Noé Gamboa
- Поло Ортин† — Silvestre Núñez
- Ана Патрисия Рохо — Nicole Romero Medrano
- Мариана Авила — Cassandra Gamboa Campos
- Пати Диас — Hermana Clementina
- Хоакин Кордеро† — Adolfo Valle
- Ана Луиса Пелуффо — Aída Medrano viuda de Romero
- Arena Ibarra — Lluvia Amezcua
- Nancy Patiño — Alfonsina Núñez
- Priscila Herrera — Bárbara Guerra
- Andrea Soberón — Frida Iturbe
- Mario Thadeo — Centavito
- Iliana Montserrat — Juanita Pérez
- Génesis Romo — Daniela
- Рауль Падилья† — Pascual Huerta
- Verónica Macías — Verónica Medina Rico
- Эктор Суарес Гомис — Omar Gasca
- Мариагна Пратс — Francesca Rossi
- Estrella Lugo — Selene Gallardo
- Марга Лопес† — Madre General Asunción de la Luz
- Хуан Карлос Серран† — Rómulo Rossi
- Ингрид Марц — Doménica Rossi
- Хосе Мария Торре — Leonel
- Кармен Амескуа — Clarissa Santos Dorantes de Valadez
- Алехандро Руис — Homero Anaya Rubalcaba
- Francisco Avendaño — Dr. Andrés Urquiza
- Росита Пелайо — Fedora Aldama
- Роберто Паласуэлос — Flavio Romero Medrano
- Janet Ruiz — Águeda
- Тео Тапия — Perpetuo Chacón
- Наташа Дюпейрон — Mariana
- Andrea Lagunes — Irma Valadez Santos
- Ana Lobo — Chiripa (Voz)
- Ana Karla Kegel — Shula
- Elena Paola Kegel — Sheila
- Isaura Espinoza — Genoveva
- Alejandro de la Madrid — Jordi
- Алехандра Прокуна — Morelba
- Carlos Espejel — Solovino (voz)
- Marisol Centeno — Sonia Gómez
- Gabriela Platas — Soraya
- Маурисио Аспе — Saturno
- Norma Herrera — Paulina Valle
- Сервандо Манцетти — Lic. Cristóbal Valadez
- Кельче Арисменди — Lorena «Lore»
- Альфонсо Итурральде — Dr. Luis Fragoso
- Roberto "Flaco" Guzmán† — Filemón
- Alejandro Tommasi — Jaime Alberto
- Иоланда Вентура — Julieta
- Mónica Dossetti — Lorena Campos
- Rafael Rojas — Gaspar
- Roberto Tello — Tranquilino
- Давид Остроски — Dr. José Velasco
- Ирма Лосано† — Altagracia Lemus vda. de Rivera
- Алексис Айалла — Leonardo Larios
- Juan Carlos Casasola — Jairo
- Ракель Морель — Minerva Gamboa de Alvarado
- Vanessa Guzmán — Gilda Esparza
- Габриэль Сото — Rogelio Alvarado Gamboa
- Aurora Molina — Canuta
- César Castro — Regino
- Хайме Гарса — Rutilo
- José Suárez — Raymundo
- Julio Vega† — Fidelio
- Луис Кутюрье — Dr. Heredia
- Беатрис Шеридан† — Sra. Estudillo
- Lupita Lara — Magdalena
- Esteban Franco — Fausto
- Kristoff — Zenón
- Серхио Рамос† — Agente Elizondo
- Sara Luz — Nieves
- Адальберто Мартинес «Ресортес»† — Hipólito
- Эрика Буэнфиль — Policarpia «Poly» Zambrano
- Артуро Пениче — Dr. Montemayor
- Pedro Weber "Chatanuga"† — Antonio
- Рафаэль Вильяр — Vladimir
- Manola Diez — Carmina
- Khotan — Alexis
- Сесилия Габриэла — Victoria Montesinos
- Ариэль Лопес Падилья — Adrián
- Густаво Рохо† — Padre Cosme
- Оскар Морелли† — Dr. Villaseñor
- Мануэль «Флако» Ибаньес — Cándido
- Марко Уриэль — Gerardo Montesinos
- Умберто Элисондо — Salomón Alvarado
- Алехандро Арагон — Dionisio
- Diana Osorio — Lupita
- Эухенио Дербес — El Mil Caras
- Хавьер Эрранс — Aquiles
- Isabel Martínez "La Tarabilla" — Tía Domitila
- Рената Флорес — Inspectora Pantaleona Malacara
- Хорхе Ван Ранкин — Tadeo
- Salim Rubiales — Ramiro
- Сокорро Бонилья — Doña Cruz
- María Eugenia Ríos — Esperanza Ortiz
- Antonio de la Vega — Franco
- Guillermo Rivas — Edgar
- Марикармен Вела — Silvina
- César Bono — Toribio
- Vilma Traca — Toñita
- Сусана Лосано — Elvira
- Manuel Landeta — Coronel
- Марлене Фавела — Ámbar Ferrer
- Jorge Arvizu «El Tata» — Anastasio
- Кэти Барбери — Noelia
- Diego Barquinero — Payasito Dieguín
- Хосе Луис Кордеро «Почоло» — Facundo
- Rebeca Mankita — Marfil de los Cobos
- Sergio Miguel — Jimmy
- Aline O'Farril — Génova
- Марко Муньос — Sr. Iturbe
- Оскар Травен — Ernesto Tirado
- Sandra Itzel — Chabelita
- Nora Velásquez — Srta. Malpica
- Esperanza Rendón — Elba
- Eugenia Avendaño — Sra. Becerra
- Dolores Salomón "Bodokito" — Sra. Palacios
- Sonia Velestri — Carolina
- Луис Хавьер — Dr. Altamirano
- Rafael Amador — Dr. Lago
- Анабель Гутьеррес — Pordiosera
- Beatriz Cecilia — Novicia
- Ирма Торрес — Casera
- Alberto Ángel "El Cuervo" — Fidel
- Martín Rojas — Pancho
- Christiane Aguinaga — Katia
- Litzy — Cantante en Boda
- Laura Flores — Ella misma
- Lynda — Raquel Larios
- Мария Тереса Ривас† — Hilda Valle
- Baltazar Oviedo — Arturo Larios Santos «Tío Cleofas»
- Aída Pierce — Blanquita
- Octavio Menduet
- Mané Macedo — Luisa Peña
- Yurem Rojas — Edgar
- Franco Gala — Marcos Cuevas
- Орландо Мигель — Emmanuel
- Roger Cudney — Ryan
- Maki — Samantha
- Jessica Osorio — Patricia
- Эмилия Карранса
- Norma Lazareno
- Ракель Панковски — Hermana Honoria
- José Antonio Estrada
- María Morena
- Yaldha Victoria
- Alfonso Zayas
- Javier López "Chabelo"
- Judy Ponte
- Ivette Proal - Griselda Abigaíl
- Miguel Michel Anaya — Abelardo